# Igor Wołczok
Igor Siemionowicz Wołczok, ros. Игорь Семёнович Волчок (Волчёк) (ur. 4 października 1931 w Moskwie, zm. 19 kwietnia 2016) – rosyjski piłkarz, grający na pozycji pomocnika, trener piłkarski. Nazwisko jakie posiadał przy urodzeniu - Wołcziok (ros. Волчёк). W wyniku plątaniny w dokumentach po służbie wojskowej nazwisko zostało zmienione na Wołczok (ros. Волчок).

## Kariera piłkarska

### Kariera klubowa
W 1950 rozpoczął karierę piłkarską w drużynie rezerw Torpeda Moskwa. W 1951 przeniósł się do CSKA Moskwa, gdzie służył i bronił barw wojskowej drużyny rezerw. W 1952 zakończył karierę piłkarza.

## Kariera trenerska
Po zakończeniu kariery piłkarza rozpoczął pracę szkoleniowca. Od 1955 do 1959 trenował zakładową drużynę Awangard Elektrostal. Od 1960 do lata 1961 pomagał trenować Metałurh Dnieprodzierżyńsk, a w drugiej połowie 1961 - Dnipro Dniepropetrowsk. Następnie pracował w klubach Trud Nogińsk, Szachtior Karaganda, Zoria Ługańsk, Wołga Kalinin, Lokomotiw Moskwa i Kajrat Ałmaty. Na początku 1982 stał na czele Tawrii Symferopol, którą kierował do 1 czerwca 1982. Od 1 września 1983 do końca 1985 po raz trzeci stał na czele Lokomotiwu Moskwa. Potem prowadził Navbahor Namangan, Szynnik Jarosław, Rubin Kazań i FK Jelec. W jeleckim klubie również pracował jako konsultant.

## Sukcesy i odznaczenia

### Sukcesy trenerskie
Lokomotiw Moskwa
- mistrz Pierwoj ligi ZSRR: 1974
- zdobywca Pucharu Kolejarzy: 1974, 1976

Navbahor Namangan
- wicemistrz Wtoroj ligi ZSRR: 1990 (strefa wschodnia)
- brązowy medalista Mistrzostw Uzbekistanu: 2003

Rubin Kazań
- mistrz Wtoroj ligi Rosji: 1997 (strefa centralna)

### Odznaczenia
- tytuł Zasłużonego Trenera Rosyjskiej FSRR: 1972